# Richard Podaný (překladatel)
Richard Podaný (* 3. května 1962 Praha) je současný český překladatel z angličtiny a francouzštiny, zaměřující se především na moderní prózu, často na scifi, mnohdy na díla jazykově velmi náročná. Překládá ale i poezii (René Depestre, Neil Gaiman) a komiks (Calvin a Hobbes, Batman, Punisher atd.).

## Život
Vystudoval žurnalistiku na Univerzitě Karlově, pracuje jako redaktor v nakladatelství a překladatel na volné noze. V roce 2005 získal hlavní tvůrčí odměnu v rámci Ceny Josefa Jungmanna za překlad románu Jonathana Foera Naprosto osvětleno, v roce 2004 byl členem poroty téže ceny. V roce 2007 byl členem poroty v Soutěži Jiřího Levého, získal také několik cen za překlad fantasy a scifi děl.
Přeložil například téměř kompletní dílo Chucka Palahniuka a několik děl Fredericka Forsytha a Benoîte Groultové. V kruzích zájemců o scifi a fantasy je znám pro své satirické literární recenze, které se často soustřeďují právě na problematiku překladu. Jeho recenze jsou vydávány v různých periodikách.
Je také zakladatelem anticeny Koniáš, která se uděluje nejhorším překladům scifi.
Za překlad knihy Nejtišší trest Davida Lodge byl oceněn cenou Magnesia Litera 2010.